# 乌质勒
乌质勒（7世纪？—706年，在位於699-706年），唐朝突骑施的首领，突骑施汗国的第一任君主，出身突骑施莫贺索葛啜部。
本来是西突厥可汗阿史那斛瑟罗的下属，号莫贺达干。因为斛瑟罗刑罚残酷，西突厥各部不服。乌质勒善于安抚部下，得到各部落的归附。乌质勒属下20名都督，每人统率七千人。开始驻扎在碎叶城西北。690年（天授元年）斛瑟罗入朝後，不敢回到西域。乌质勒吞并了斛瑟罗全部领地。691年，击败后突厥汗国默啜，攻陷碎叶城，其牙帐迁入碎叶城。693年（长寿二年）配合武周军队击败叶蕃扶持之阿史那俀子。
699年（圣历二年）再击默啜，移牙碎叶川。武则天授他以瑶池都督。八月十二，乌质勒派遣他儿子遮弩朝见武则天，朝廷派遣侍御史解琬安抚乌质勒与西突厥十姓部落。703年七月廿一，武则天任命夏官尚书、检校凉州都督唐休璟为同凤阁鸾台三品。当时乌质勒与西突厥各部互相攻伐，安西之路断绝。唐休璟联合众宰相制定出开通西域的办法。乌质勒驱逐阿史那解瑟罗，尽并其地，在伊丽水、弓月城设立小牙，辖地北邻突厥，西接诸胡，东抵庭州。
706年闰正月廿九，唐中宗遣解琬至其牙帐，晋封乌质勒为怀德郡王。十二月，安西大都护郭元振到乌质勒的帐中议事时，正好天降大雪，风也很大，在牙帐前郭元振与乌质勒站着面谈了很久，地上积了很深的雪。郭元振连脚都没动，但乌质勒年老体弱，不耐严寒，这次会面之后，当夜就死了。乌质勒的儿子娑葛打算进攻郭元振，但郭元振亲自来到乌质勒的牙帐吊唁，放声痛哭，娑葛被感动，谅解了郭元振。唐中宗册封娑葛承袭怀德王。

## 延伸阅读
[在维基数据编辑]
 《舊唐書·卷194下》，出自刘昫《舊唐書》